# Douglas Hofstadter

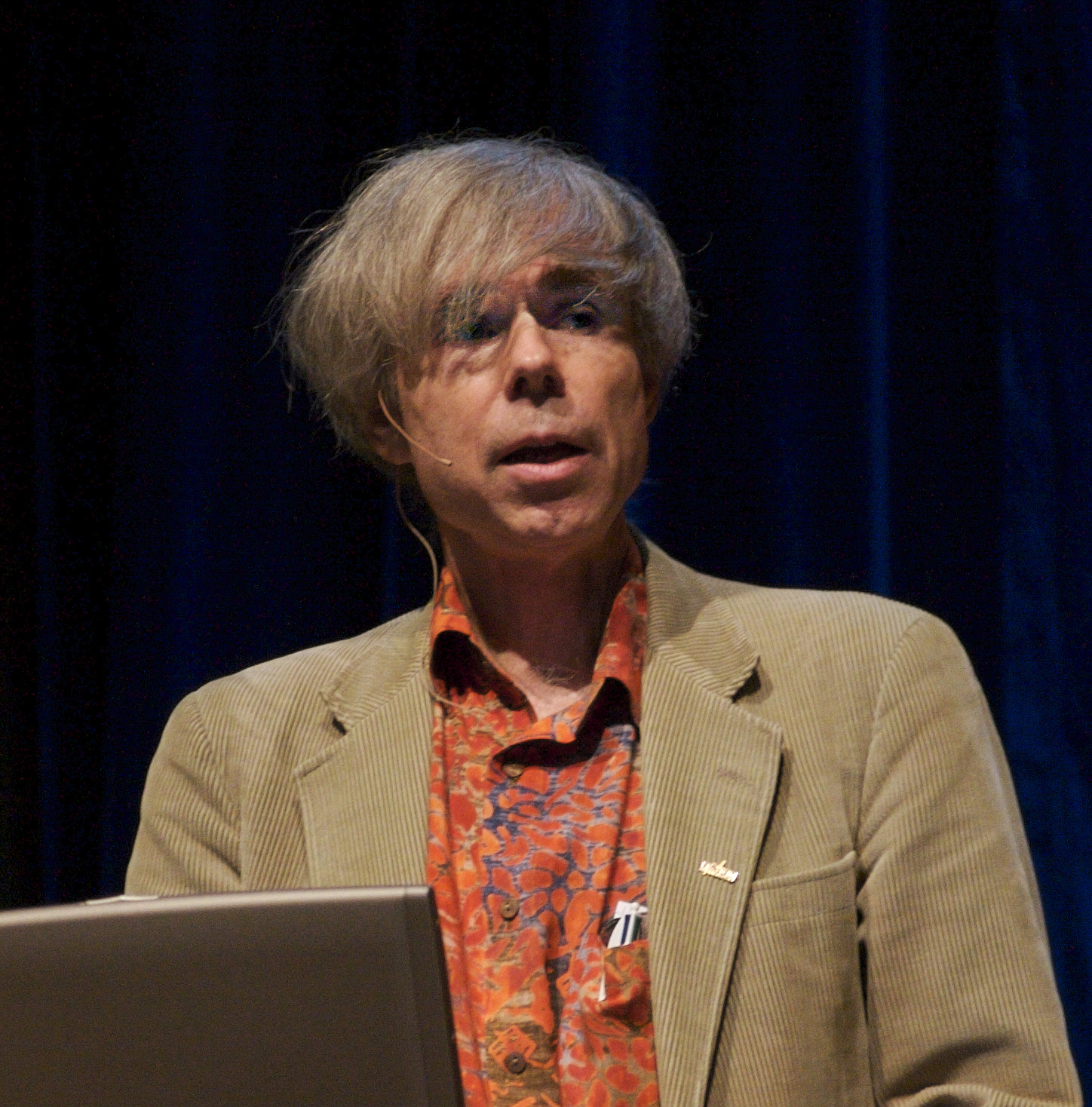
Douglas Hofstadter, Stanford 2006.

Douglas Richard Hofstadter, född 15 februari 1945, är en amerikansk akademiker och författare. Hofstadter är mest känd för sin bok Gödel, Escher, Bach: ett evigt gyllene band (originaltitel Gödel, Escher, Bach: an Eternal Golden Braid), utgiven 1979, som året därpå vann Pulitzerpriset. Boken har inspirerat tusentals studenter att ägna sig åt datavetenskap och artificiell intelligens.
Douglas Hofstadter är son till fysikern och Nobelpristagaren Robert Hofstadter. Han tog 1965 en bachelorexamen i matematik vid Stanford University, 1972 en masterexamen i fysik vid University of Oregon och 1975 en doktorsexamen (Ph.D.) i fysik vid samma universitet. Hans forskningsområde som doktorand var partikelfysik. Sedan 1988 innehar Hofstadter en professur i kognitionsvetenskap och datavetenskap vid Indiana University Bloomington, där han förestår Center for Research on Concepts and Cognition. Han är också verksam inom vetenskapsteori, filosofi, jämförande litteraturvetenskap samt psykologi.
Hofstadter är flerspråkig och tillbringade ett ungdomsår i Genève. Han bodde ett par år i Sverige i mitten av 1960-talet och förstår svenska. Han talar italienska, engelska, franska, tyska och lite ryska. Han är personlig bekant till Christer Sturmark och de har skrivit en bok tillsammans med titeln Konsten att tänka klart.
Han är intresserad av själ och tanke, kreativitet, medvetande, självreferens, översättning och matematiska lekar.
Gödel, Escher, Bach: ett evigt gyllene band översattes till svenska av Jan Wahlén och utkom 1985 på Brombergs förlag.